# Fraxinus quadrangulata
Fraxinus quadrangulata Michx., el fresno azul, es una especie de árbol perteneciente a la familia Oleaceae. 

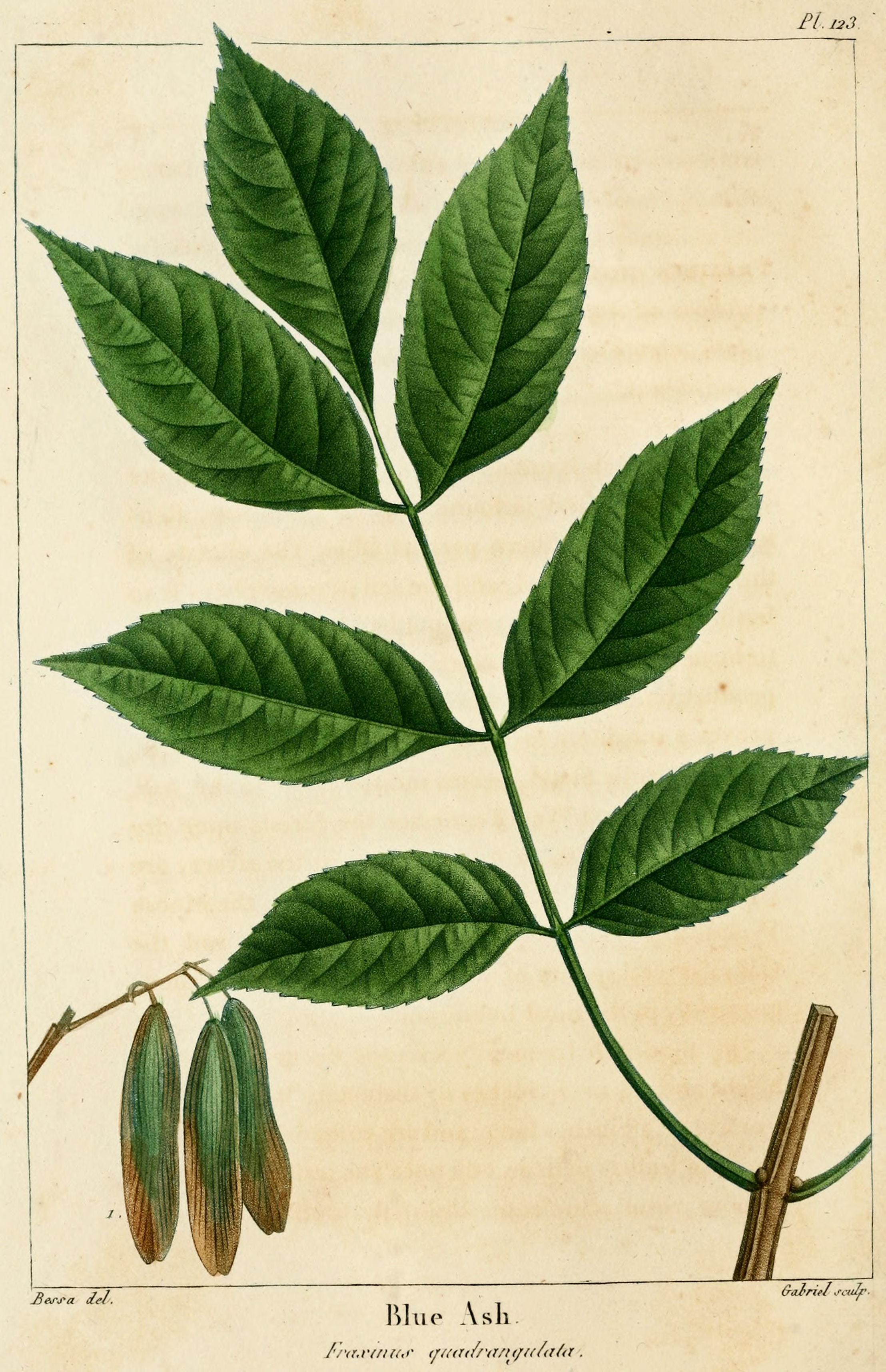
Ilustración.

## Hábitat
Es nativo principalmente del este de Estados Unidos, así como la región de Bluegrass de Kentucky y la Cuenca de Nashville en Tennessee. Existen poblaciones aisladas en Alabama, en el sur de Ontario, y en pequeñas secciones de los Apalaches. Se encuentra normalmente sobre sustratos calcáreos tales como piedra caliza,  crecen en las laderas de piedra caliza y en los valles de los suelos húmedos, en elevaciones de 120-600 m s. n. m.

## Descripción
Es un árbol de tamaño mediano caducifolio que suelen alcanzar una altura de 10–25 m con un tronco de 50-100 cm de diámetro. Las ramas suelen tener cuatro ángulos, una característica distintiva dándoles una apariencia cuadrada (en sección transversal), de ahí el nombre de las especies, quadrangulata, es decir, cuatro ángulos. Las hojas tienen 20–38 cm de largo, con 5-11 (la mayoría de las veces 7) alas, las alas tienen 7–13 cm de largo y 2.5–5 cm de amplio, con un margen serrado y corto.  Las flores son pequeñas y de color púrpura, producidas a principios de la primavera antes de aparecer las hojas.  El fruto es una sámara de 2.5–5 cm de largo y 6–12 mm amplio, incluida el ala.
El nombre común se debe a que principios de los colonos europeos hicieron tinte azul de la corteza interior.

## Taxonomía
Fraxinus quadrangulata fue descrita por André Michaux y publicado en Flora Boreali-Americana 2: 255–256. 1803.
Etimología
Ver: Fraxinus
quadrangulata: epíteto latíno que significa "con cuatro ángulos"
Sinonimia
- Calycomelia quadrangulata (Michx.) Kostel.
- Fraxinus americana var. quadrangulata (Michx.) D.J.Browne
- Fraxinus quadrangularis Lodd.
- Fraxinus quadrangulata var. subpubescens Wesm.
- Fraxinus tetragona Cels ex Dum.Cours.
- Leptalix quadrangulata (Michx.) Raf.[6][7]